# Collier megye
Collier megye az Amerikai Egyesült Államokban, azon belül Florida államban található. Megyeszékhelye East Naples, legnagyobb városa Naples. Lakosainak száma 375 752 fő (2020. április 1.). Collier megye Hendry, Broward, Miami-Dade, Monroe és Lee megyékkel határos.

## Népesség
A megye népességének változása:
| Lakosok száma | 322 680 | 327 712 | 332 528 | 339 642 | 357 305 | 375 752 |
|               | 2010    | 2011    | 2012    | 2013    | 2015    | 2020    |